# Бей Іван Теофанович
Іван Теофанович Бей (нар. 10 вересня 1942, село Михнівці, тепер Лубенського району Полтавської області) — український радянський діяч, бригадир тракторної бригади колгоспу імені Мічуріна Лубенського району Полтавської області. Депутат Верховної Ради СРСР 9—10-го скликань.

## Біографія
Народився в селянській родині. Закінчив школу в селі Михнівці Лубенського району Полтавської області. Трудову діяльність розпочав у 1959 році електрозварником заводу міста Красноярська РРФСР. Працював завідувачем клубу в селі Михнівці.
У 1959—1972 роках — тракторист, ланковий механізованої ланки колгоспу імені Мічуріна села Михнівці Лубенського району Полтавської області.
Член КПРС з 1969 року.
З 1972 року — бригадир тракторної бригади № 1 колгоспу імені Мічуріна села Михнівці Лубенського району Полтавської області.
Без відриву від виробництва закінчив заочно Полтавський сільськогосподарський інститут, здобув спеціальність агронома.
З лютого 1991 року — голова колгоспу імені Мічуріна села Михнівці Лубенського району Полтавської області.
У 1990-х роках працював директором спільного міжгосподарського підприємства «Лубенський міжлісгосп» Полтавської області. Голова Лубенської районної ради Товариства охорони природи.
Потім — на пенсії в селі Михнівці Лубенського району Полтавської області.

## Нагороди
- орден Леніна (29.04.1971)
- медаль «За доблесну працю. В ознаменування 100-річчя з дня народження Володимира Ілліча Леніна» (1970)
- медалі